# Сионистский империалистический заговор
Сионистский империалистический заговор — антисемитская теория заговора, распространённая в среде левых и предполагающая существование тайного союза империалистических сил, объединяющего «иудаистских реакционных клерикалов», сионистские организации и «фашистские» (в сталинской терминологии) режимы, в особенности нацистские, антисемитские и расистские круги; сионизм рассматривается как главный претендент на мировое господство.
Миф о «всемирном еврейском заговоре», происходящий из правой среды, присутствовал в коммунистическом/советском дискурсе в эпоху Сталина и позднее, будучи адаптированным к терминологии советского «казённого языка». При различных метаморфозах и контекстуализациях в целом этот миф имеет форму «сионистского заговора», который увязывается с «реакционными силами», «империализмом» или с «шовинизмом». Теория сионистского империалистического заговора была создана на основе первичной антисионистской мифологии, когда идея «империалистического заговора» была включена в демонологический антисионизм, в рамках которого объединяются иудаизм, сионизм, антисемитизм, фашизм и расизм. Теория заговора распространилась и на ряд несоветских левых идеологий.

## Содержание
Идея альянса иудаизма и / или сионизма с «финансовой олигархией Запада» включена в картину космополитического заговора, направленного против «коммунизма, Советского Союза, других социалистических стран» и других «прогрессивных сил». Утверждается, что в рамках всемирного «империалистического» наступления иудаизм и сионизм выполняют важнейшую функцию. В процессе развития этой конспирологии сионизм был отождествлён с еврейством, объявлен «новым фашизмом», а затем стал рассматриваться как главная сила «империалистического заговора», а еврейство как онтологический враг всех других народов мира.
«Сионизм» обличается в качестве формы колониализма, Израиль рассматривается как главный элемент империалистического порядка, «агрессивное реакционное буржуазно-националистическое государство» и «защитник империализма»; США в ряде случаев представлены «сионизированной» страной. Утверждается, что рамках теории классовой борьбы раскрыта подлинная функция сионизма служить тактическим «отвлечением», используемым участниками империалистического заговора. Сионизм изображается «мифом, по-макиавеллевски сооружённым для обмана еврейского пролетариата» и трудящихся всего мира.
Коммунистический антисионизм стремится уравнять иудаизм и сионизм, что даёт возможность «разоблачения» «международного союза» всех религиозных «обскурантистских» и политических «реакционных» сил в рамках видения «империалистического» заговора против «сил прогресса». Изображается негативная специфичность иудаизма как элемента «империалистического заговора».
Эта теория заговора, в отличие от ультраправых,  осуществляет эссенциализацию, преимущественно не биологизаторскую, а «культурную», по отношению либо к иудаизму как таковому, изображаемому порочным по своей сущности, либо ко всем евреям, кроме полностью деиудаизированных, рассматриваемых как единственные «честные евреи», разделяющие идеи диалектического и исторического материализма. Христианский стереотип «коварных евреев» был преобразован в идею «коварной еврейской морали». Формируется отталкивающий образ еврея, который с максимальной символической эффективностью применяется для критики «сионизма», интегрированной в «антиимпериалистическую» идеологию.

## Формирование
В правом дискурсе присутствует «манихейское» противопоставление культур — духовная местная (немецкая, русская и др.) против «бездуховной», «меркантильной» цивилизации Запада, экспансия которой на восток получила мифологическое объяснение в виде идеи всемирного заговора евреев, целью которых является мировое господство. Твердое ядро мифа о еврейском, или иудео-масонском, заговоре полностью или частично, само по себе (цитирование «Протоколов») или в отдельных своих элементах, в чистом виде или в соединении с другими идеями (например, с «антиимпериализмом») присутствует в двух типах нарративов — коммунистическом и антикоммунистическом.
14 мая 1948 года было провозглашено государство Израиль. Поначалу СССР способствовал этому в надежде на то, что оно может стать ближневосточным союзником СССР. Однако возникла проблема, связанная с активизацией советских евреев, которая вызвала неудовольствие властей. Апогеем стало прибытие в СССР 11 сентября израильской миссии во главе с Голдой Меерсон и восторженная реакция на это еврейской общественности Москвы. Отношения с Израилем не сложились, и с августа 1948 года началось ужесточение позиции СССР к Израилю и сионизму. Историк Даниэль Пайпс писал о применимости концепции «параноидального (конспирологического) стиля политики» Ричарда Хофстедтера не только к праворадикалам, но и к ряду левых, включая советскую политику, и в частности, политику Сталина.
В советской кампании по «борьбе с космополитизмом» 1948—1953 годов космополитизм был представлен как «орудие сионизма, состоящее на службе англо-американского империализма». Сионистское движение и Джойнт советская пропаганда представляла в качестве «центрального звена в международном заговоре американского империализма против Советского Союза и прогрессивных сил». Уже в кампании против «космополитов», параллельно с которой велось поддерживающее её дело Еврейского антифашистского комитета (ЕАК) 1948—1952 годов, но преимущественно начиная с процесса Рудольфа Сланского 1952 года (в Чехословакии) и с «Дела врачей» 1948—1953 годов пропаганда стала представлять «еврея-сиониста» не только в качестве идейного, но и как было предопределено Сталиным ещё в 1939 году, политического врага, создающего разветвлённую сеть заговоров, направленных против советских вождя, народа и государства. В условиях начала Холодной войны «сионист» изображался как агент англо-американского империализма, стремящегося к войне за господство в мире. В первой же публичной советской антисемитской кампании в пропаганду вводятся ключевые идеи антисемитского фальшивого документа «Протоколы сионских мудрецов», что осуществляется однако в форме, противоположной положениям теории коммунистического заговора евреев, и нацистским, и русско-эмигрантским. Формируется новая теория, пока только участия (не лидерства) евреев в борьбе за мировое господство, «жидо-антикоммунизм», представленный как «сионо-антикоммунизм».
В 1947 году министр государственной безопасности СССР Виктор Абакумов в контексте роста антисемитских настроений Сталина составил сценарий «американского сионистского заговора», направленного лично против Сталина, в котором он использовал также ненависть Сталина к родственникам его покойной жены Надежды Аллилуевой. МГБ осуществляло фабрикацию дела об «американо-сионистском шпионском центре» в СССР, созданном под прикрытием ЕАК.
В рамках дела ЕАК особо был обставлен арест Соломона Лозовского. 13 января 1949 года он был вызван в ЦК ВКП(б) к Маленкову и Матвею Шкирятову, которые обстоятельно допросили его по его участию в проекте создания в Крыму еврейской автономии, который впоследствии стал одним из важнейших пунктов уголовного дела. Сталин самолично отредактировал проект постановления Политбюро об исключении Лозовского из партии в связи с тем, что он «сговаривался за спиной ЦК ВКП(б) с антифашистским еврейским комитетом о том, как выполнить план американских капиталистических кругов по созданию в Крыму еврейского государства», а также снабжал государственными секретами американских «разведчиков» Гольдберга и Новика. Материалы против членов ЕАК МГБ накапливало с 1945 года. Была введена тотальная слежка за любыми действиями еврейских активистов. В конце 1945 — середине 1946 годов СССР посетил левый американский журналист, редактор газеты «Дер тог» (День) Бенцион Гольдберг, сопровождать которого было поручено Ицику Феферу и Соломону Михоэлсу. Слежку за Гольдбергом осуществлял и отчитывался в МГБ ранее завербованный Фефер. ЕАК передал Гольдбергу целый ряд советских пропагандистских материалов. Впоследствии это было инкриминировано как шпионская деятельность, а сам Гольдберг был назван американским шпионом. Задним числом в американские шпионы был зачислен посетивший СССР после Гольдберга редактор американской коммунистической газеты «Морген фрайхайт» Поль (Пейсах) Новик. Более того, Гольдберг, как выяснилось, сотрудничал с советской разведкой, оба они с Новиком подвергались преследованиям в США за коммунистические убеждения. С декабря 1947 года начались аресты родственников второй жены Сталина Надежды Аллилуевой, совершившей самоубийство в 1932 году. В ходе допросов следователи сфабриковали документы о заговоре, в котором по заданию американской разведки якобы участвовали Михоэлс, Лозовский и Фефер. В течение нескольких месяцев 1949 года следствие добивалось от ряда обвиняемых признания по четырём пунктам: еврейский буржуазный национализм, создание антисоветского националистического подполья, государственная измена, сотрудничество с американской разведкой. Арестованные по делу ЕАК были обвинены в связях с «еврейскими националистическими организациями Америки», в отправках в эти организации «информации об экономике СССР, а также клеветнической информации о положении евреев в СССР… в том, что по заданию еврейских националистов Америки поставили вопрос о заселении Крыма и создании там еврейской республики…». Историки рассматривают дело ЕАК как начало официальной антисемитской политики в СССР.
Летом 1951 года была начата чистка центрального аппарата МГБ, после того как по доносу подполковника МГБ Михаила Рюмина был арестован министр госбезопасности Абакумов, который, по утверждению Рюмина, скрывал «террористический план еврейского националиста Я. Этингера». Многие руководители МГБ были арестованы, в том числе все работавшие в центральном аппарате евреи. В материалах следствия это называлось «Дело о сионистском заговоре в МГБ», а затем стало известно как «Дело врачей», основными фигурантами которого снова были почти исключительно евреи. 13 января 1953 года во всех советских газетах было опубликовано сообщение об аресте «группы врачей-вредителей», в которм утверждалось, что советскими органами безопасности раскрыта террористическая деятельность группы врачей, нацеленных «путём вредительского лечения сократить жизнь активным деятелям Советского Союза». Главным пунктом обвинения было заявление, что большая часть участников этой «террористической группы» имела связи с «международной еврейской буржуазно-националистической организацией Джойнт, созданной американской разведкой». За объявлением об аресте врачей последовало начало нового этапа антиеврейской кампании в СССР. До этого в ходе борьбы против «космополитов» слово «еврей» почти не применялось. Газетами не сообщалось о расстреле ведущих деятелей еврейской культуры в СССР в августе 1952 года по делу ЕАК. С января 1953 года шельмование евреев стало вестись открыто. Термины «сионисты», «бундовцы», «еврейские буржуазные националисты» и «вредители» стали употребляться как синонимы

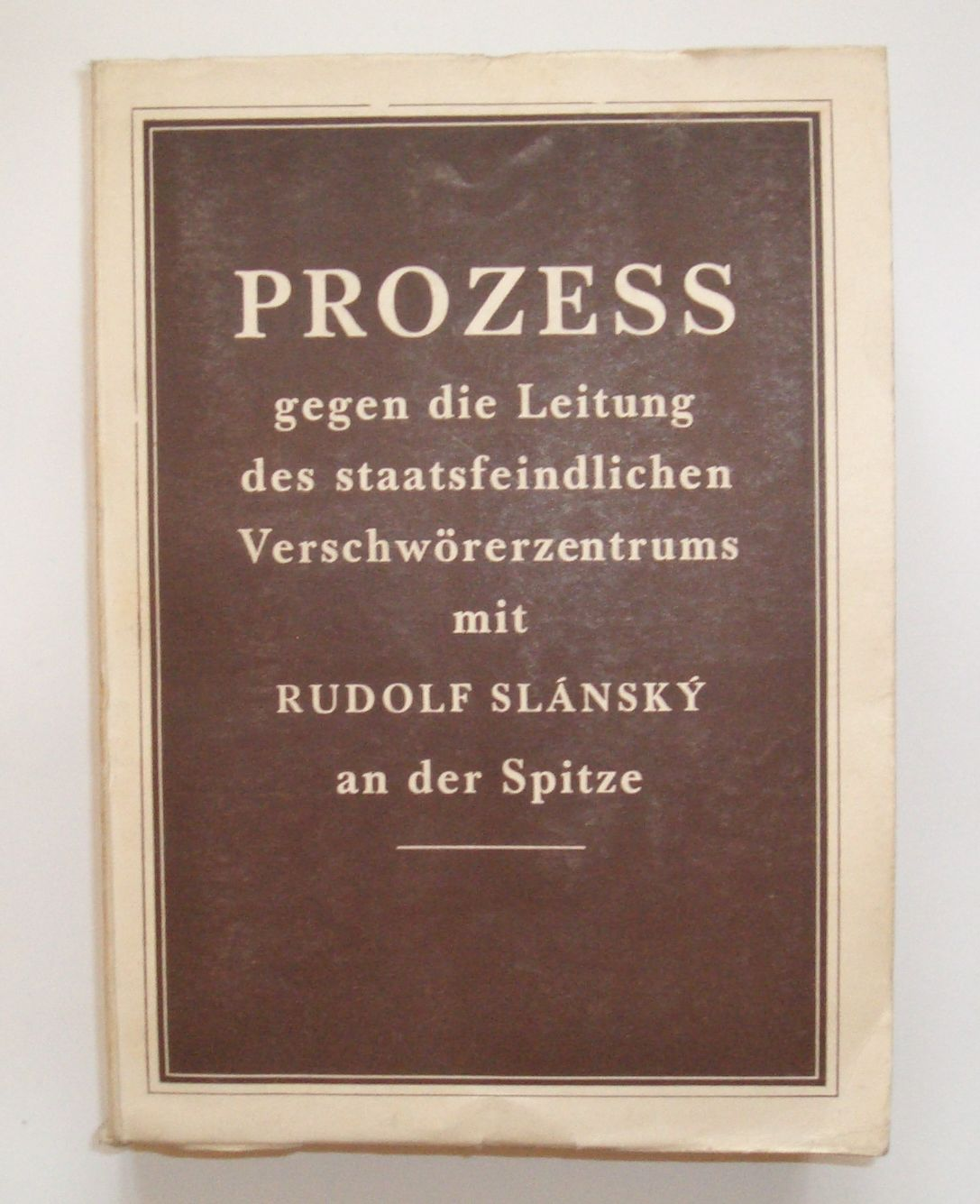
Протокол по процессу Сланского 1953 года, напечатанный в Праге как минимум на нескольких языках (на фото на немецком языке)

Антисемитская направленность процесса Сланского в Чехословакии, не всегда маскируемая как антисионизм, следует из национальности большинства подсудимых, и из характер выдвинутых обвинений. Процесс проходил по образцу сталинских процессов 1930-х годов, по личному указанию Сталина и непосредственно контролировался советскими секретными службами. Обвинительные приговоры включали государственную измену, выдачу военных тайн, подрывную деятельность, экономический саботаж, вредительство, покушения на жизнь партийных и государственных вождей. Подчёркивалось еврейское происхождение обвиняемых, и, как правило, именно с ним связывались инкриминируемые преступления; от ряда обвиняемых (например, Эугена Лёбла, Бедржиха Рейцина и др.) требовались признания в том, что интересы чешских и словацких трудящихся чужды им именно как евреям; на еврейское происхождение большинства обвиняемых ссылались также как на фактор, который облегчал установление конспиративных связей. Давалась более непримиримая, чем раньше, оценка сионизма. В представленном суду обвинительном заключении утверждалось, что сложившееся классово-партийное определение сионизма в качестве реакционно-националистической идеологии и политического течения еврейской буржуазии, не может считаться недостаточным. Суд в лице председателя Я. Новака выразил согласие с главным обвинителем Йозефом Урвалеком, по словам которого сионизм стал самым верным прислужником «наиболее реакционных, милитаристских и человеконенавистнических кругов мирового империализма», по причине чего причастность к сионизму является одним из тягчайших преступлений против человечества. В ходе процесса использовались установки, что еврей не может не быть сионистом и о существовании всемирного еврейского заговора. Все обвиняемые евреев, ещё недавно осуществлявшие борьбу против сионизма и его влияния в Чехословакии, вынуждались заявить, что они сохранили сионистские убеждения и связи, а свои враждебные к Чехословакии деяния совершали по заданию «мировых сионистских центров».
На процессе Сланского обвинениям был подвергнуть также Израиль, представленный в качестве орудия, используемого поджигателями новой мировой войны и империалистическими претендентами на мировое господство. Газетами, как в Чехословакии, так и в СССР и других странах советского блока, а также западной коммунистической прессой западных утверждалось, что процесс Сланского неопровержимо доказал роль Израиля как «международного шпионского центра». На процессе Сланского заявлялось, что в 1947 году в Вашингтоне состоялось тайное совещание с участием американского президента Г. Трумэна, его главных советников Д. Г. Ачесона и Г. Моргентау, а также Д. Бен-Гуриона (который в действительности познакомился с Трумэном двумя годами позже), на котором был согласован «план Моргентау». Утверждалось, что последний предусматривал обязательство США по поддержанию плана создания еврейского государства и обязательство лидера этого будущего государства по развертыванию всемирной шпионской сети в интересах американского империализма. Кроме того, Государство Израиль, его правительство и дипломатические представители в Праге обвинялись во враждебных деяниях собственно против Чехословакии. В декабре 1952 года правительства Чехословакии и Израиля обменялись дипломатическими нотами. Чехословацкая нота от 6 декабря повторила все выдвинутые на процессе Сланского обвинения против Израиля, и на основании этих обвинений израильский представитель в Праге А. Л. Кубовы был объявлен персона нон грата; через два дня такое же заявление было сделано правительством Польши, где Кубовы также был представителем интересов Израиля.
В ходе процесса Сланского понятия «сионисты» и «евреи», как правило, применялись в качестве синонимов, что, в частности, позволило, объявить, что вся еврейская община Чехословакии является сионистской; всё, что имело отношение к сионизму, например, Джойнт, и к Израилю, было представлено как враждебное; так, Хистадрут именовался «фашистским», строительная компания «Солель-Боне» — «шпионско-диверсионное гнездом» и др. На процессе Сланского неоднократно было заявлено, что организаторы и руководители большей части шпионских и ультрареакционных центров по всему миру являются евреями. Обвиняемые вынуждались говорить, что «еврейские заговорщики» виноваты в трудностях, которые переживает Чехословакия. Процесс представлял собой кульминацию антиеврейского курса, который начало которого положила кампания борьбы с «космополитами». Основной задачей процесса Сланского стало возложение на евреев вины за все неудачи внутренней и внешней политики Советского Союза и других стран советского блока в конце 1940-х — начале 1950-х годов.

## Дальнейшее развитие
На следующем этапе, в эпоху «застоя», сионизм был отождествлён с еврейством и объявлен «новым фашизмом». Теперь сионизм рассматривался уже как главный претендент на мировое господство, на службе у которого находятся империалисты, диссиденты и др., что привело к включению в советский и международный дискурс новой версии идей «Протоколов». Политизированная сталинская версия идей «Протоколов» замещается их исходной универсалистской версией, в которой еврейство рассматривается не только в качестве политического противника, но также как онтологический враг, который состоит в преступном заговоре против всех народов мира.
С начала 1960-х годов существенную часть движения русских националистов, получившего известность как «русская партия», составляла неформальная группа публицистов, которые на профессиональной основе осуществляли внутриполитическое пропагандистское обоснование проарабской и антиизраильской политики СССР на Ближнем Востоке и позднее получили наименование «антисионистский кружок». Уже в 1963—1964 годах такие деятели, как Юрий Иванов и Евгений Евсеев перед слушателями Университета молодого марксиста в Москве читали лекции, разоблачающие «сионизм». В 1966—1968 годах Евсеев активно работал с ЦК ВЛКСМ — осуществлял командировочные поездки от отдела пропаганды, проводил консультации издательства «Молодая гвардия».
«Антисионистская» трансформация теории всемирного еврейского заговора отражена в большом количестве официальных или полуофициальных памфлетов, опубликованных в 1960-е и 1970-е годы, в числе которых как типичная рассматривается книга Трофима Кичко «Иудаизм без прикрас», опубликованной в 1963 году в Киеве. Она была написана с антирелигиозных позиций, с целью квалифицировать иудаизм как преступную доктрину. Книга содержит некоторые риторические меры предосторожности и акцентирует внимание на своей коммунистической идеологии, но в то же время обличает евреев в качестве эссенциализированной категории, что осуществляется преимущественно через использование традиционных антиеврейских стереотипов. Книга содержала пересказ теорий о стремлении евреев к мировому господству и заговоре еврейских банкиров, автор соединяет в одно целое Израиль, сионизм, иудаизм и «американских империалистов», добавляя к этому «дела миллиардеров Рокфеллеров, которые уже десятки лет стараются захватить в свои руки часть Палестины — Негев с её нефтяными залежами…». Кичко также обвинял сионистов в сотрудничестве с нацистами, подавая это как пример непримиримого противоречия между сионизмом и еврейскими трудящимися.
Существенным стимулом для развития антисионизма советской пропаганды стала Шестидневная война 1967 года, в результате которой Советским Союзом были разорваны отношения с Израилем, а в среде советских евреев усилилось стремление к возрождению еврейской культуры и выросли эмиграционные настроения. В начале августа 1967 года, вскоре после Шестидневной войны, главные советские региональные газеты выпустили неподписанную статью «Что такое сионизм», начинавшуюся с «разоблачения» «всемирной сионистской сети». Тот же Кичко продолжил публиковать соответствующие тезисы, например в статье «Сионизм — орудие империализма» в газете «Комсомольское знамя» 4 октября 1967 года. В другой книге Кичко «Иудаизм и сионизм», изданной в 1968 году в Киеве, иудаизм описан в качестве доктрины, проповедующей воровство, предательство и вероломство и распространяющий «жгучую» ненависть к другим народам. Кичко утверждает, что это доктрина, «конечная цель» которой состоит в исполнении обещания Бога, согласно которому весь мир будет принадлежать евреям. Эта книга была использована в рамках антисионистской и антисемитской кампании в социалистической Польше.
Наиболее высокопоставленным из «антисионистов» являлся И. Милованов, занимавший должность заведующего сектором Ближнего Востока Международного отдела ЦК КПСС. И. Милованов и близкий к нему референт сектора Ближнего Востока Юрий Иванов консультировались и просто дружили с такими деятелями, как переводчик и преподаватель Института иностранных языков имени Мориса Тореза Валерий Емельянов, Евгений Евсеев, журналисты А. А. Агарышев и Владимир Большаковым. К этому же кругу с конца 1960-х годов принадлежали писатель Валерий Ганичев, историки Сергей Семанов и Аполлон Кузьмин, а также ряд других. В начале 1970-х кружком было начато выполнение объёмного заказа аппарата ЦК КПСС по идеологическому сопровождению кампании против сионизма. Наибольшим интеллектуалом в этой среде считали Евгения Евсеева. Его «научная деятельность» завершилась выпуском в 1978 году в Институте философии АН СССР докторской диссертации «Сионизм в системе антикоммунизма», снабжённой грифом «Для служебного пользования». Евсеев написал также книгу «Фашизм под голубой звездой», изданную в 1971 году в Москве, и ряд других работ. По инициативе Милованова Юрием Ивановым была написана получившая большую популярность среди русских националистов книга «Осторожно: сионизм!», выпущенная в 1969 году, когда Ю. Иванов курировал в ЦК КПСС Коммунистическую партию Израиля. Все провалы и неудачи СССР автор объясняет через происки всесильного и вездесущего «международного сионизма», «врага всех народов… всех свободолюбивых людей земного шара».

Кадры из антисемитского фильма «Тайное и явное (Цели и деяния сионистов)», 1973. Сети, сплетённые «сионистскими» капиталистами с еврейскими фамилиями

Активистом «Русского клуба» и участником «антсионистского кружка», в который входил ряд участников «русской партии», был писатель и публицист Дмитрий Жуков, ставший известным среди участников «русской партии» преимущественно как автор сценария фильма «Тайное и явное (Цели и деяния сионистов)». Режиссером фильма был Борис Карпов — другой посетитель «Русского клуба», в числе официальных консультантов — другие антисионистские авторы Евгений Евсеев, Лидия Моджарян, Драстамат Чальян. Этот антисионистский и антисемитский фильм подробно описывает роль «еврейских заговорщиков», по мнению создателей фильма, стоявших за всеми ключевыми событиями XX века. Фильм был снят к 1973 году. В ленте использована нацистская кинохроника. О важности фильма для заказчиков может свидетельствовать то обстоятельство, что авторам для получения материалов было разрешено выехать в три европейские столицы. Государственная приёмка «Тайного и явного» была задержана на год Комитетом по кинематографии, предполагавшим неоднозначную реакцию на фильм. В августе 1973 года один из операторов Центральной студии документальных фильмов, фронтовой знакомый Леонида Брежнева, написал ему письмо, в котором просил предотвратить выход антисемитского фильма. В августе-октябре 1973 года Комитет по кинематографии выдал свои соображения по переработке фильма, которые сделали из ленты «идеологическую жвачку», оставшуюся не замеченной общественностью.
В течение 1970-х — первой половины 1980-х годов кружок «антисионистов» пополнили несколько новых участников, включая минского журналиста Владимира Бегуна, автора документа «Устав нравов» Валерия Скурлатова, переводчика-арабиста Г. В. Рыжикова, историка Льва Корнеева. К этому кругу оказались близки А. Иванов (Скуратов) и Иван Шевцов. Из числа этой второй генерации «антисионистского кружка» наиболее известным стал Бегун, написавший книгу «Вторжение без оружия», только в 1978—1979 годах изданную общим тиражом в 250 тысяч экземпляров. В 1970-х годах публицистом Львом Корнеевым было написано большое число статей, «разоблачавших» «сионизм», изображая его в качестве оккультного предприятия для получения власти над миром через такие средства, как шпионаж, продажа оружия, организованный террор, организованная преступность, грабёж, систематическое сотрудничество с «реакционными силами», начиная с нацизма и итальянского фашизма и заканчивая американским империалистическим капитализмом. В статье июля 1978 года Корнеев стремится к «разоблачению» «международного сионизма» через сведение его к преступному предприятию, которое вошло в соглашение с нацизмом на базе их идеологической близости, общего «расизма».
В качестве «итогового документа», в наиболее полном виде характеризующего взгляды «антисионистского кружка», Н. А. Митрохин рассматривает программу спецкурса «Критика идеологии сионизма», подготовленную Скурлатовым и официально опубликованную в 1984 году тиражом в 2000 экземпляров. В 1970-е годы существенной частью деятельности антисионистов Валерия Емельянова, Дмитрия Жукова, Валерия Скурлатова и А. Иванова (Скуратова) стало продвижение неоязыческих и расистских идей.
В 1980-е годы сторонники ультранационализма и антисемитизма из общества «Память» использовали ряд методов маскировки и запутывания, которые были ритуализированы символическим антисемитизмом сталинского и брежневского периода, «разоблачением сионизма». Манифест «Памяти», распространявшийся в 1987—1988 году под названием «Очищение», начинается словами: «Международный сионистский капитал пытается всеми способами превратить русский народ в рабов, подчиненных еврейским жуликам и спекулянтам».
10 ноября 1975 года была принята Резолюция Генеральной Ассамблеи ООН 3379, определившая сионизм «как форму расизма и расовой дискриминации», а также «угрозу международному миру и безопасности». Эта резолюция, будучи инициированной СССР, в частности, была призвана замаскировать политическое использование советского антисемитизма, представленного в качестве «антисионизма». Резолюция привела к тому, что антиизраильский террор стал восприниматься рядом политических сил как морально оправданная борьба с сионизмом — «современным расизмом», пришедшим на смену нацистскому и родственным ему. 16 декабря 1991 года Генеральная Ассамблея ООН приняла беспрецедентное решение об отмене резолюции 1975 года, приравнявшей сионизм к расизму.
Западные левые не поддерживают идеи «Протоколов сионских мудрецов», но разделяют теорию, изображающую Израиль главным символом мирового империализма. Радикальные антисионистские левые, в частности, нередко рассматривают Израиль как продукт преступного заговора, имеющего глобальные масштабы.
Антисемитский характер феномена, называемого «антисионизм» и «антиизраилизм», демонстрируют идеи, озвученные на Всемирной конференции «Против расизма, расовой дискриминации, ксенофобии и нетерпимости», которая началась в Дурбане (ЮАР) 31 августа 2001 года. На ней выступали, в частности, делегаты из ряда мусульманских стран, требовавшие осудить «расистское сионистское образование», делегитимизировать и уничтожить его. Тон конференции был задан Ясиром Арафатом, поддержанным делегатами исламских стран, а также Фиделем Кастро. Официальная декларация Дурбанской конференции, в частности, призывала к восстановлению действия резолюции ООН 1975 года о приравнивании сионизма к расизму. Все основные «антисионистские» идеологемы исламистов в материалах конференции заимствованы из советской «антисионистской» пропаганды, распространение которой началось после Шестидневной войны, в период наиболее тесных взаимоотношений СССР с арабскими странами и их активных союзных отношений против США и Израиля. В числе этих заимствованных идеологем присутствуют, в частности, взгляд на международный сионизм как на главенствующую в западном мире силу, неразрывно связанную с американским империализмом, а также советская версия идей «Протоколов сионских мудрецов», в рамках которой сионизм считается действующим лицом всемирного заговора, устремленным к мировому господству, сионизм отождествляется с фашизмом и с еврейством и рассматривается как «враг всего прогрессивного человечества», а первостепенной задачей должна стать борьба на его уничтожение.